# Team Bridgestone Cycling
Das Team Bridgestone Cycling (jap. チーム ブリヂストン サイクリング chīmu burijisuton saikuringu) ist ein japanisches Radsportteam des Fahrradherstellers Bridgestone Cycle K.K. (engl. Bridgestone Cycle Co., Ltd.), einer Ausgründung des Reifenherstellers Bridgestone.
Die Mannschaft wurde 2008 gegründet und nimmt seitdem als UCI Continental Team an den Rennen der UCI Continental Circuits teil. Seinen Sitz hat sie in Shizuoka. Das Team hat nichts mit der Mannschaft zu tun, die von 2003 bis 2005 unter dem Namen Bridgestone Anchor (später EQA-Meitan Hompo-Graphite Design) fuhr.

## Erfolge als Continental Team
| Rennserie                 | 2008 | 2009 | 2010 | 2011 | 2012 | 2013 | 2014 | 2015 | 2016 | 2017 | 2018 | 2019 | 2020 | 2021 | 2022 | 2023 | 2024 |
| ------------------------- | ---- | ---- | ---- | ---- | ---- | ---- | ---- | ---- | ---- | ---- | ---- | ---- | ---- | ---- | ---- | ---- | ---- |
| UCI ProSeries             | -    | -    | -    | -    | -    | -    | -    | -    | -    | -    | -    | -    | -    | -    | -    | -    | -    |
| UCI Continental Circuits  | 1    | 3    | 5    | 1    | -    | 3    | 6    | 4    | 2    | 2    | -    | 2    | -    | -    | 3    | 2    | -    |
| nationale Meisterschaften | -    | 1    | -    | -    | 1    | -    | -    | -    | 2    | 1    | 1    | 1    | -    | 1    | -    | -    | -    |

## Platzierungen in UCI-Ranglisten
UCI-Weltrangliste
| World Ranking | World Ranking | World Ranking             | World Ranking |
| Jahr          | Teamwertung   | Einzelwertung             |               |
| ------------- | ------------- | ------------------------- | ------------- |
| 2016          | —             | Ryōta Nishizono (705. )   |               |
| 2017          | —             | Ryōta Nishizono (566. )   |               |
| 2018          | —             | Kazushige Kuboki (1099. ) |               |
| 2019          | 148.          | Shunsuke Imamura (1140. ) |               |
| 2020          | —             | Manabu Ishibashi (1133. ) |               |
| 2021          | 130.          | Naoki Kojima (908. )      |               |
| 2022          | 149.          | Shoi Matsuda (919. )      |               |
| 2023          | 178.          | Naoki Kojima (1751. )     |               |
| 2024          | 199.          | Tetsuo Yamamoto (2397. )  |               |
|               |               |                           |               |
| Quelle: UCI   |               |                           |               |

UCI Africa Tour
| Saison    | Mannschaftswertung | Fahrerwertung        |
| --------- | ------------------ | -------------------- |
| 2008-2011 | –                  | –                    |
| 2012      | 14.                | Hayato Yoshida (69.) |
| 2013      | –                  | –                    |
| 2014      | 4.                 | Thomas Lebas (13.)   |
| 2015-2016 | –                  | –                    |

UCI America Tour
| Saison    | Mannschaftswertung | Fahrerwertung             |
| --------- | ------------------ | ------------------------- |
| 2008      | 32.                | Masamichi Yamamoto (232.) |
| 2009      | 29.                | Makoto Iijima (281.)      |
| 2010      | 13.                | Miyataka Shimizu (24.)    |
| 2011-2013 | –                  | –                         |
| 2014      | 20.                | Damien Monier (55.)       |
| 2015      | –                  | –                         |
| 2016      | 25.                | Damien Monier (109.)      |

UCI Asia Tour
| Saison | Mannschaftswertung | Fahrerwertung          |
| ------ | ------------------ | ---------------------- |
| 2008   | 34.                | Makoto Iijima (118.)   |
| 2009   | 34.                | Makoto Iijima (90.)    |
| 2010   | 9.                 | Miyataka Shimizu (19.) |
| 2011   | 16.                | Miyataka Shimizu (25.) |
| 2012   | 28.                | Thomas Lebas (69.)     |
| 2013   | 10.                | Thomas Lebas (25.)     |
| 2014   | 20.                | Kōhei Uchima (58.)     |
| 2015   | 11.                | Kōhei Uchima (27.)     |
| 2016   | 14.                | Ryōta Nishizono (86.)  |

UCI Europe Tour
| Saison    | Mannschaftswertung | Fahrerwertung           |
| --------- | ------------------ | ----------------------- |
| 2009-2012 | –                  | –                       |
| 2013      | 98.                | Miyataka Shimizu (419.) |
| 2014      | –                  | –                       |
| 2015      | 120.               | Thomas Lebas (761.)     |
| 2016      | 134.               | Thomas Lebas (1452.)    |